# Kalvø (Genner Bugt)
 For alternative betydninger, se Kalvø. (Se også artikler, som begynder med Kalvø)
Kalvø (1200-t. Calf ø) er en 17 hektar stor ø med 8 indb. (2006) i Genner Bugt ved Sønderjyllands østkyst nordøst for Aabenraa. Kalvø, der er en del af Aabenraa Kommune, er forbundet til fastlandet med en  vejdæmning, der ender ved parkeringspladsen og hotellet. Øen har sandsynligvis fået sit navn på grund af at omegnens bønder har haft kalve græssende på Kalvø om sommeren. 
Kalvø blev første gang nævnt på skrift 1232 i Valdemar Sejrs jordebog. Øen var ubebygget indtil 1847, hvor skibsreder Jørgen Bruhn (1781-1858), Aabenraa den 17-12 1847 købte Kalvø af to lokale bønder for 6.400 rigsdaler sølvmønt og byggede i 1848 et træskibsværft, bestånde af bedding og saluthøj. Værftets første skib løb af stabelen i 1851. Frem til Jørgen Bruhns død i 1858 blev der bygget flere store skibe, bl.a. Skandinaviens og Østersøområdets største sejlskib, Cimber af ”clippertypen”fra 1856. Efter 1858 blev værftet videreført under navnet "Jørgen Bruhns Sønner", indtil det sidste skib løb af stabelen i 1868.  Mester- og arbejderboliger, smedier og hovedbygningen, er bevaret og benyttes til hotel og udstillinger om øens natur og historie. Kalvø Værft er et eksempel på et tidligt værftsmiljø uden for byerne. Med sin opbygning som patriarkalsk industrisamfund viderefører det en tradition fra før industrialiseringen (se også Brede Værk og Raadvad). 
1961 købte Flemming Juncker øen for at bygge en cellulosefabrik. Planerne blev dog opgivet. Øens centrale del "Ørkenen", blev i 1960'erne udnyttet til grusgravning, der medførte en sænkning af øens højeste partier med ca. 8 meter. 1974 erhvervede Miljøministeriet størstedelen af Kalvø for at bevare havnemiljøet og naturen og for at sikre offentlig adgang til hele øen. Efter grusgravningen blev arealet tilplantet med ær. I området har Skov og Naturstyrelsen opstillet en stensamling med vandreblokke, som er ført hertil i istiden.
De lavvandede områder og lavbundsområderne vest og syd for Kalvø ligger i læ af tunneldalens skrænter og Kalvø. Her er der gode vilkår for en lang række planter, dyr og fugle knyttet til vandet, engen og rørskoven.
Øen er et populært udflugtsmål for lystsejlere, vandrere og cyklister. Øen har et fint og veludbygget stisystem, der går hele øen rundt. Ruten kan benyttes af bevægelseshæmmede. Med jævne mellemrum er der opsat bænke og borde.